# Èlara
|  | Pel rei Elara de Ceilan, vegeu Elalan |

Segons la mitologia grega, Èlara (grec antic: Ἐλάρα) era una filla de Mínias, rei d'Orcomen, o potser d'Orcomen, el fundador d'aquella ciutat, i d'Eurianassa.
Seduïda per Zeus, va ser la mare del gegant Tici. Per sostreure-la de la persecució d'Hera, el déu la va ocultar a les entranyes de la terra, on va tenir el seu fill, segons la Biblioteca d'Apol·lodor.